# Adam Włodarczyk
Adam Wojciech Włodarczyk (ur. 16 grudnia 1954 w Radomiu) – polski samorządowiec, działacz PZPR, prezydent Radomia w latach 1998–2002.

## Życiorys
Syn Władysława i Janiny. Ukończył w 1977 studia na Uniwersytecie Marii Curie-Skłodowskiej w Lublinie. Pracował w Kieleckim Wydawnictwie Prasowym „Słowo Ludu” jako dziennikarz. W drugiej połowie lat 80. był sekretarzem Komitetu Wojewódzkiego PZPR w Radomiu. Należał do regionalnych założycieli SdRP.
W latach 90. prowadził własną działalność gospodarczą. W latach 1994–2006 był przez trzy kadencje radnym Radomia z ramienia SLD. W 2004 stworzył w Radzie Miejskiej Radomia klub radnych Rozważny Radom. Od 1998 do 2002 sprawował urząd prezydenta Radomia z rekomendacji Sojuszu Lewicy Demokratycznej. W 2002 przegrał w wyborach bezpośrednich w drugiej turze ze Zdzisławem Marcinkowskim. Uzyskał jednocześnie mandat radnego Radomia. W 2004 przeszedł do Socjaldemokracji Polskiej. Dwa lata później ponownie kandydował na stanowisko prezydenta miasta z ramienia Komitetu Wspólny Radom, jednak z wynikiem 7,53% poparcia odpadł już w pierwszej turze i nie zdobył także mandatu radnego Radomia. W 2010 ponownie uzyskał mandat radnego Radomia z listy SLD.
Kierował także radomską podstrefą ekonomiczną. Odznaczony Złotym Krzyżem Zasługi.